# 深泽镇
深泽镇（“深泽”当地读“shēnzhai”），是中华人民共和国河北省石家庄市深泽县下辖的一个乡镇级行政单位。

## 行政区划
深泽镇下辖以下地区：
城内村、东关村、西关村、南关村、小张庄村、西赵庄村、北中山村、南王庄村、彭赵庄村、南袁庄村、东袁庄村、王场村、北封庄村、伍千村、东王庄村、小陈庄村、阎庄村、军庄村、大王庄村、刁庄村、大杜庄村、小杜庄村、北袁庄村、郭庄村、马庄村、小贾庄村和华北石油华丽综合服务处社区。